# 归兰水族乡
归兰水族乡是中华人民共和国贵州省黔南布依族苗族自治州都匀市下辖的一个民族乡。
2014年4月14日，贵州省人民政府批复同意都匀市部分乡镇行政区划调整，以原奉合水族乡、阳和水族乡、基场水族乡地域为新设置的归兰水族乡行政区域，乡人民政府驻奉合村。

## 行政区划
归兰水族乡下辖以下村级行政区划单位：
。